# Vylodění v Udrii
Vylodění v Udrii (estonsky: Utria dessant) byla vojenská operace během Estonské osvobozenecké války, a to mezi 17. a 19. lednem 1919. Odehrála se na plážích v Udrii blízko Narvy. Účastnilo se ho estonské námořnictvo a finští dobrovolníci.
Byla to jedna z akcí, které předcházely dobytí Narvy 19. ledna 1919. Vylodění velel generál Johan Pitka. Operací se účastnili finští dobrovolníci pod velením Ekströma a Eskoly.
Akce v Udrii byla největším vyloděním v historii estonského námořnictva. Cílem bylo podpořit postup pozemních jednotek směrem k Narvě a osvobodit Narvu a strategickou pláž v Hungerburgu.

## Pozadí

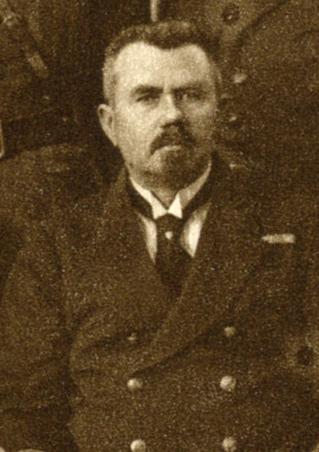
Johan Pitka, rok 1920

Leden 1919, estonská osvobozenecká válka už trvala téměř měsíc a půl. Nejvyšší velitelství estonských obranných sil se zabývalo organizací a rozšířením estonských sil, do nichž vstoupilo asi 6100 mužů vyzbrojených 26 děly, 166 kulomety a čtyřmi obrněnými vlaky. Pomoc Estoncům přicházela z celého světa – britská jednotka pod velením admirála Crowana byla na cestě k Tallinnu a z Finska přišlo na pomoc bezmála 600 mužů .

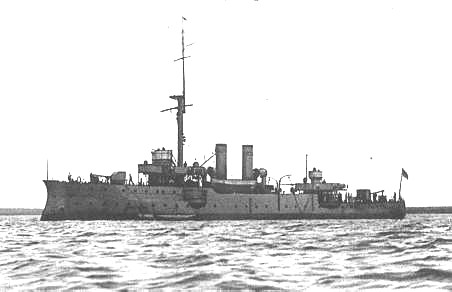
Křižník Lembit

Vylodění v Udrii (někdy také Utria) bylo jedním z rozhodujících milníků války za nezávislost.
Město Tapa bylo estonskými vojsky osvobozeno již 9. ledna 1919 s podporou obrněných vlaků. Osvobození tohoto železničního uzlu přeťalo spojení mezi armádami rudých v severním a jižním Estonsku. 14. ledna Kuperjanovovi estonští partyzáni osvobodili Tartu a o dva dny později operační skupina C. G. Jonsona obsadila osadu Rakke poblíž města Jõgeva asi 160 km jihozápadně od Narvy. Estonské jezdectvo pak proniklo až do Lisaku a 12. ledna osvobodilo Kuremäe, postoupilo tak asi o 100 km za týden.

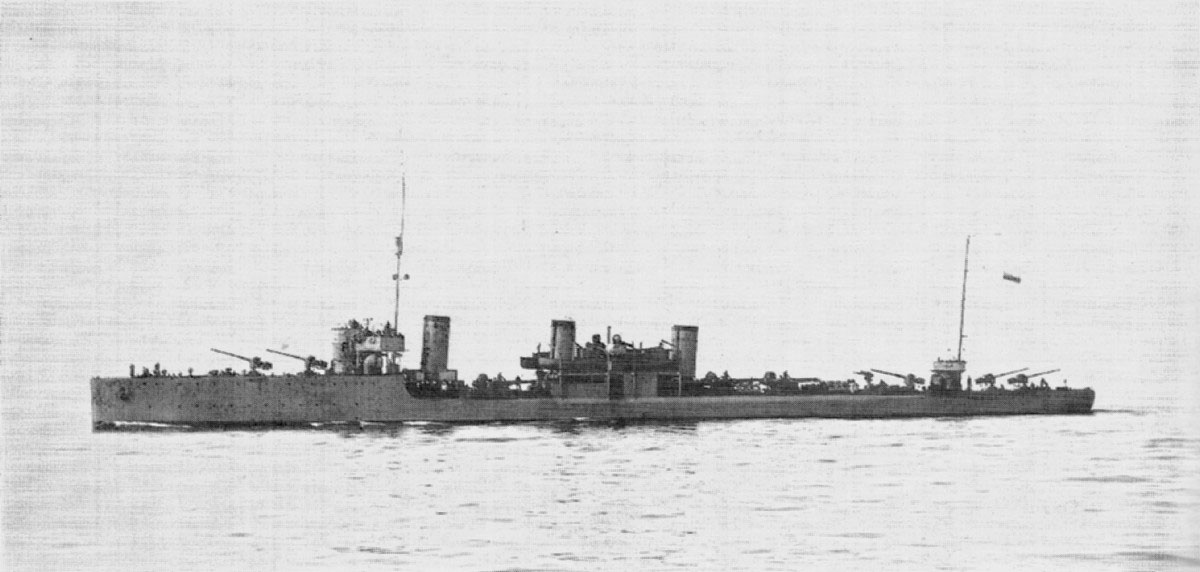
Torpédoborec Lennuk, 1924

Ve stejný den vojska na levém křídle 6. bolševické armády překročila řeku Narvu poblíž obce Vasknarva, přičemž hlavní síly zůstaly nebráněny.
Rakvere bylo osvobozeno již 12. ledna a město Jõhvi padlo 17. toho měsíce. Severní křídlo ruské 6. armády, nacházející se u pobřeží finského zálivu, bylo vázáno na estonské námořní síly pod vedením Johana Pitky, který tou dobou sloužil jako námořní kapitán.
Páteř estonského námořnictva tvořily bitevní lodě Lembit a Lennuk spolu s několika dalšími menšími válečnými loďmi. Kapitán Pitka je použil k několika diverzním akcím v týlu nepřítele. Nejznámější akcí bylo právě vylodění v Utrii, které nakonec vyvrcholilo znovudobytím Narvy.

## Průběh vylodění
Invazní síly opustily svůj domovský přístav Kunda v 3:15, 17. ledna 1919, přestože invazní loďstvo dostalo zprávu, že v okolí místa invaze byl viděn ruský ledoborec Ogon, upravený pro umisťování min a že se zde nachází nepřátelské dělostřelectvo.
Na vylodění se podílelo 11 lodí estonského námořnictva a vedených křižníkem Lembit. Diverzní vojska sestávala z obojživelného praporu (asi 400 mužů) a první finské skupiny dobrovolníků (asi 600 mužů).
Pitka vybral místo vylodění poblíž zámku Kotsenevi, nacházejícího se poblíž vesnice Utria.
Dislokovala se zde bolševická 6. a 10. divize, celkem 1500 mužů. Vylodění se odehrálo ve dvou sledech – první sled čítal kolem 250 mužů a byl vysazen od 13:30 do 18:40, kdy byl přerušen kvůli špatnému počasí. Druhý sled, sestávající ze zbývajících jednotek se vylodil od 23:00 do 11:00 příštího dne.
Narva-Jõesuu se podařilo osvobodit v 11:00, 18. ledna 1919 a Narva byla s pomocí pozemních jednotek obsazena dne 19. ledna v 9:00.